# Płoskie (rejon starosamborski)
Płoskie (ukr. Плоске) – wieś w rejonie samborskim (do 2020 roku w rejonie starosamborskim) obwodu lwowskiego Ukrainy. Wieś liczy około 204 mieszkańców. Podlega mszanieckiej silskiej radzie.
W 1921 r. liczyły około 597 mieszkańców. Przed II wojną światową należały do powiatu starosamborskiego.

## Ważniejsze obiekty
- Cerkiew św. Michała w Płoskich – cerkiew greckokatolicka z XVII w.